# Condado de Kern
El condado de Kern (en inglés: Kern County), fundado en 1853, es uno de 58 condados del estado estadounidense de California. En el año 2009, el condado tenía una población de 785 953 habitantes y una densidad poblacional de 37,22 personas por km². La sede del condado es Bakersfield.

## Geografía
Según la Oficina del Censo, el condado tiene un área total de 21 165,4 km², de la cual 21 113,6 km² es tierra y 51,8 km² (0.25%) es agua.

### Condados adyacentes
- Condado de Tulare (norte)
- Condado de Inyo (noreste)
- Condado de San Bernardino (este)
- Condado de Los Ángeles & Ventura (sur)
- Condado de Santa Bárbara (suroeste)
- Condado de San Luis Obispo (oeste)
- Condado de Monterrey & Kings (noroeste)

## Localidades

### Ciudades
Arvin |
Bakersfield |
California City |
Delano |
Maricopa |
McFarland |
Ridgecrest |
Shafter |
Taft |
Tehachapi |
Wasco 

### Lugares designados por el censo
Bear Valley Springs |
Bodfish |
Boron |
Buttonwillow |
Cherokee Strip |
China Lake Acres |
Derby Acres |
Dustin Acres |
Edwards Air Force Base |
Edmundson Acres |
Fellows |
Ford City |
Frazier Park |
Fuller Acres |
Golden Hills |
Greenacres |
Inyokern |
Johannesburg |
Keene |
Kernville |
Lake Isabella |
Lake of the Woods |
Lamont |
Lebec |
Lost Hills |
McKittrick |
Mettler |
Mexican Colony |
Mojave |
Mountain Mesa |
North Edwards |
Oildale |
Onyx |
Pine Mountain Club |
Randsburg |
Rosamond |
Rosedale |
Smith Corner |
South Taft |
Squirrel Mountain Valley |
Stallion Springs |
Taft Heights |
Tupman |
Valley Acres |
Weedpatch |
Weldon |
Wofford Heights 

### Áreas no incorporadas
- Five Points

## Demografía
| Raza / Etnia                                   | Pop 2010 | Pop 2020 | % 2010  | % 2020  |
| ---------------------------------------------- | -------- | -------- | ------- | ------- |
| Blancos (NH)                                   | 323,794  | 279,600  | 38.56%  | 30.75%  |
| Negros (NH)                                    | 45,377   | 46,776   | 5.40%   | 5.14%   |
| Nativos (NH)                                   | 5,893    | 5,197    | 0.70%   | 0.57%   |
| Asiático (NH)                                  | 33,100   | 44,257   | 3.94%   | 4.87%   |
| Estadounidenses de las islas del Pacífico (NH) | 995      | 1,127    | 0.12%   | 0.12%   |
| Otra (NH)                                      | 1,472    | 4,557    | 0.18%   | 0.50%   |
| Multirracial (NH)                              | 15,967   | 28,563   | 1.90%   | 3.14%   |
| Hispano o Latino (cualquier raza)              | 413,033  | 499,158  | 49.19%  | 54.90%  |
| Total                                          | 839,631  | 909,235  | 100.00% | 100.00% |

En el censo de 2000, había 661 645 personas, 208 652 hogares y 156 489 familias residiendo en el condado. La densidad poblacional era de 31 personas por km². En el 2000 había 231 564 unidades habitacionales en una densidad de 11 por km². La demografía del condado era de 61,6% blancos; 6,02% afroamericanos; 3,37% amerindios; 1,51% asiáticos; 0,15% isleños del Pacífico; 23,22% de otras razas y 4,14% de dos o más razas. 38,39% de la población era de origen hispano o latino de cualquier raza.
Según la Oficina del Censo en 2008 los ingresos medios por hogar en el condado eran de $ 46 442, y los ingresos medios por familia eran $50 819. Los hombres tenían unos ingresos medios de $38 097 frente a los $25 876 para las mujeres. La renta per cápita para la localidad era de $20 410. Alrededor del 20,8% de la población estaban por debajo del umbral de pobreza.

## Transporte

### Principales autopistas
| - Interestatal 5 - U.S. Route 395 - Ruta Estatal 14 - Ruta Estatal 33 - Ruta Estatal 43 - Ruta Estatal 46 - Ruta Estatal 58 - Ruta Estatal 65 | - Ruta Estatal 99 - Ruta Estatal 119 - Ruta Estatal 155 - Ruta Estatal 166 - Ruta Estatal 178 - Ruta Estatal 184 - Ruta Estatal 204 - Ruta Estatal 223 |